# Atypus sutherlandi
Atypus sutherlandi är en spindelart som beskrevs av Chennappaiya 1935. Atypus sutherlandi ingår i släktet Atypus och familjen pungnätsspindlar. Inga underarter finns listade.